# Хемаїс Лабіді
Хемаїс Лабіді (араб. خميس العبيدي, фр. Khemais Labidi, нар. 30 серпня 1950) — туніський футболіст, що грав на позиції півзахисника. По завершенні ігрової кар'єри — тренер.
Виступав, зокрема, за клуб «Кайруан», а також національну збірну Тунісу.

## Клубна кар'єра
Виступав за команду «Кайруан», згодом працював у структурі команди і неодноразово повертався до роботи головним тренером клубу. Також очолював клуб «Хаммам-Ліф», головним тренером якого Хемаїс Лабіді був протягом 2006 року.

## Виступи за збірну
1976 року дебютував в офіційних матчах у складі національної збірної Тунісу.
У складі збірної був учасником Кубка африканських націй 1978 року в Гані та чемпіонату світу 1978 року в Аргентині.
Пізніше він також тренував олімпійську команду Тунісу на літніх Олімпійських іграх 2004 року.